# Canton (Maine)
Canton ist eine Town im Oxford County des Bundesstaates Maine in den Vereinigten Staaten. Im Jahr 2020 lebten dort 1125 Einwohner in 438 Haushalten auf einer Fläche von 78,99 km².

## Geographie
Nach dem United States Census Bureau hat Canton eine Gesamtfläche von 78,99 km², von der 75,42 km² Land sind und 3,574 km² aus Gewässern bestehen.

### Geographische Lage
Canton liegt im Südosten des Oxford Countys und grenzt im Nordosten an das Franklin County und im Osten an das Androscoggin County. Der Androscoggin River durchfließt das Gebiet der Town in östliche Richtung. Zentral gelegen auf dem Gebiet der Town befindet sich der Forest Pond, im Süden grenzt der Lake Anasagunticook an. Die Oberfläche des Gebietes ist an den Rändern hügelig, die höchste Erhebung ist der 472 m hohe Canton Mountain im Norden von Canton, aber im inneren Bereich sehr eben.

### Nachbargemeinden
Alle Entfernungen sind als Luftlinien zwischen den offiziellen Koordinaten der Orte aus der Volkszählung 2010 angegeben.
- Nordosten: Jay, Franklin County, 10,3 km
- Südosten: Livermore, Androscoggin County, 10,8 km
- Südwesten: Hartford, 12,2 km
- Westen: Peru, 10,9 km
- Nordwesten: Dixfield, 9,7 km

### Stadtgliederung
In Canton gibt es mehrere Siedlungsgebiete: Canton, Canton Point, Gilbertville, Meadowview, North Hartford, Sawyers, The Park, The Wye und Whitney Brook.

### Klima
Die mittlere Durchschnittstemperatur in Canton liegt zwischen −8,3 °C (17 °F) im Januar und 20,6 °C (69 °F) im Juli. Damit ist der Ort gegenüber dem langjährigen Mittel Maines um etwa 2 Grad kühler. Die Schneefälle zwischen Oktober und Mai liegen mit deutlich mehr als zwei Metern (bei einem Spitzenwert im Januar von knapp 50 cm) ungefähr doppelt so hoch wie die mittlere Schneehöhe in den USA. Die tägliche Sonnenscheindauer liegt am unteren Rand des Wertespektrums der USA.

## Geschichte
In Canton fand die erste Besiedlung durch europäische Einwanderer um 1790 statt. Zunächst wurde es Rockomeeko, auch Rockmeeko, Rockameeko, Rockamecco oder Arrockaumecook genannt aufgrund der hier lebenden Indianer. Diese wurden im Siebenjährigen Krieg durch Pocken ausgerottet. Als eigenständige Town wurde das Gebiet am 5. Februar 1821 organisiert. Zuvor gehörte es zum Gebiet der Town Jay. An Jay wurde im Jahr 1823 Land abgegeben, welches bereits 1824 an Canton zurückgegeben wurde, dann erneut in den Jahren 1824 und 1831 abgegeben, zudem an Peru im Jahr 1859. Von Hartford kamen 1838, 1839 und 1850 Gebiete hinzu.

### Einwohnerentwicklung
| Volkszählungsergebnisse – Town of Canton, Maine | Volkszählungsergebnisse – Town of Canton, Maine | Volkszählungsergebnisse – Town of Canton, Maine | Volkszählungsergebnisse – Town of Canton, Maine | Volkszählungsergebnisse – Town of Canton, Maine | Volkszählungsergebnisse – Town of Canton, Maine | Volkszählungsergebnisse – Town of Canton, Maine | Volkszählungsergebnisse – Town of Canton, Maine | Volkszählungsergebnisse – Town of Canton, Maine | Volkszählungsergebnisse – Town of Canton, Maine | Volkszählungsergebnisse – Town of Canton, Maine |
| Jahr                                            | 1800                                            | 1810                                            | 1820                                            | 1830                                            | 1840                                            | 1850                                            | 1860                                            | 1870                                            | 1880                                            | 1890                                            |
| ----------------------------------------------- | ----------------------------------------------- | ----------------------------------------------- | ----------------------------------------------- | ----------------------------------------------- | ----------------------------------------------- | ----------------------------------------------- | ----------------------------------------------- | ----------------------------------------------- | ----------------------------------------------- | ----------------------------------------------- |
| Einwohner                                       |                                                 |                                                 |                                                 | 746                                             | 919                                             | 926                                             | 1025                                            | 984                                             | 1029                                            | 1303                                            |
| Jahr                                            | 1900                                            | 1910                                            | 1920                                            | 1930                                            | 1940                                            | 1950                                            | 1960                                            | 1970                                            | 1980                                            | 1990                                            |
| Einwohner                                       | 946                                             | 1013                                            | 750                                             | 767                                             | 706                                             | 746                                             | 728                                             | 742                                             | 831                                             | 951                                             |
| Jahr                                            | 2000                                            | 2010                                            | 2020                                            | 2030                                            | 2040                                            | 2050                                            | 2060                                            | 2070                                            | 2080                                            | 2090                                            |
| Einwohner                                       | 1121                                            | 990                                             | 1125                                            |                                                 |                                                 |                                                 |                                                 |                                                 |                                                 |                                                 |

## Wirtschaft und Infrastruktur

### Verkehr
Im nördlichen Teil der Town verläuft die Maine State Route 108 in nordsüdlicher Richtung parallel zum Androscoggin River durch Canton und verbindet Canton im Norden mit Dixfield und im Süden mit Livermore. Aus nordöstlicher Richtung mündet im Village Canton die Maine State Route 140 auf die State Route 198.
Canton ist durch die Bahnstrecke Canton–Livermore Falls mit Livermore Falls verbunden. Die Strecke wird für den Güterverkehr genutzt. Der Bahnhof in Canton ist jedoch geschlossen, nur die Zweigstrecke über Rumford wird genutzt.

### Öffentliche Einrichtungen
In Canton gibt es kein eigenes Krankenhaus oder medizinische Einrichtungen. Die nächstgelegenen befinden sich in Dixfield, Farmington, West Paris und Rumford.
In Canton gibt es keine öffentliche Bücherei. Die nächstgelegenen befinden sich in Livermore, Livermore Falls und Jay.

### Bildung
Canton gehört mit Dixfield, Carthage und Peru zum Maine School Administrative District 56.
Im Schulbezirk werden folgende Schulen angeboten:
- Dirigo Elementary School in Peru, mit Schulklassen von Pre-Kindergarten bis zum 5. Schuljahr
- T.W. Kelly Dirigo Middle School in Dixfield, mit Schulklassen vom 6. bis 8. Schuljahr
- Dirigo High School in Dixfield, mit Schulklassen vom 9. bis 12. Schuljahr

## Persönlichkeiten

### Söhne und Töchter der Stadt
- Horatio Bisbee (1839–1916), Politiker
- John P. Swasey (1839–1928), Politiker

### Persönlichkeiten, die vor Ort gewirkt haben
- Cornelius Holland (1783–1870), Politiker
- Donald B. Partridge (1891–1946), Politiker